# Louis Lefebvre (écrivain)
 (décembre 2017).
Si vous disposez d'ouvrages ou d'articles de référence ou si vous connaissez des sites web de qualité traitant du thème abordé ici, merci de compléter l'article en donnant les références utiles à sa vérifiabilité et en les liant à la section « Notes et références ».
Pour les articles homonymes, voir Louis Lefebvre et Lefebvre.
Louis Lefebvre est un éthologue, écrivain et professeur québécois né à Montréal en 1950. 

## Biographie
Il étudie à Montréal, à Pise, à Oxford et détient un doctorat en psychologie. 
Il est maintenant professeur à l'Université McGill. 
Écrivain, il publie des romans, notamment Le Collier d'Hurracan (1990) et Guanahani (1992).

## Œuvres
- Le Collier d'Hurracan (1990)
- Guanahani (1992)
- Table rase (2004)
- Le Troisième Ange à gauche (2005)

## Honneurs
- 1990 - Finaliste pour le Prix du Gouverneur général, Le Collier d'Hurracan
- 1992 - Finaliste pour le Prix du Gouverneur général, Guanahani

## Étude consacrée
- (de) Jara Rossenbach: Die Reise als identitätsbildender Impuls im Québecer Roman. Shaker, Aachen 2018 (Thèse Technische Hochschule Aix-la-Chapelle), sur Table rase, pp 319 – 336.